# Tarafa (poeta)
Abu-Amr Tàrafa ibn al-Abd ibn Sufyan ibn Sad al-Bakrí al-Waïlí —en àrab طرفة بن العبد بن سفيان بن سعد أبو عمرو البكري الوائلي, Abū ʿAmr Ṭarafa ibn al-ʿAbd ibn Sufyān ibn Saʿd al-Bakrī al-Wāʾilī—, més conegut simplement com a Tàrafa ibn al-Abd al-Bakrí o, encara, com Tàrafa (543-569) fou un poeta àrab del segle VI, de la tribu de Bakr. Era mig germà o nebot de l'elegista al-Khirniq bint Badr.
Va nàixer a Bahrain cap al 543. Orfe de menut, els seus oncles l'acolliren, segons el costum, però eren cobejosos i li van furtar l'herència. Molt jove encara, s'aficionà a les dones, el vi i el joc, fins a tal punt que la seua tribu l'expulsà. Segons la tradició, esdevingué un nòmada errant que assaltava poblats i dones d'altres tribus, al mateix temps que meditava i componia poesia en oasis solitaris. Aviat tingué fama com a poeta o xàïr i un dia es presentà a al-Hira, on el seu altre oncle al-Mutalammis i el seu cunyat Abd-Amr ibn Birx, eren poetes de renom a la cort.
Cansat i disgustat pel rígid cerimonial de la cort, Tàrafa improvisà una sàtira que deia:
| « | Tant de bo tinguérem, en comptes d'Amr, una ovella lletera belant al voltant de la nostra tenda | » |

Poc després s'assegué a la taula enfront de la germana del rei. Impressionat per la seua bellesa, exclamà:
| « | Heus ací que ha tornat, la meua bella gasela de les arracades brillants; Si el rei no estiguera ací assegut, hauria premut els seus llavis en els meus! | » |

Amr ibn Hind era un home de temperament violent i implacable; li havien informat de la sàtira de Tàrafa, i aquesta nova impertinència l'enutjà encara més. Envià Tàrafa i el seu oncle Mutalammis amb una carta segellada cadascú dirigides al governador de Bahrain. Quan havien deixat la ciutat, al-Mutalammis començà a malfiar-hi. Com que ni ell ni el seu nebot sabien llegir, lliurà la carta a un xic de Hfra i així sabé que contenia ordres d'enterrar-lo viu. Llençà la missiva traïdora al riu i implorà a Tàrafa que fes el mateix. Tàrafa no volgué trencar el segell reial i continuà el viatge a Bahrain. El governador pertanyia també a la tribu de Bark i li digué que fugira tan ràpid com el seu camell li ho permetera. Ell s'hi negà. El governador escrigué al rei sol·licitant ser deposat perquè no podia executar al jove. Amr ibn Hind ho acceptà i posà en el seu lloc un governador de la tribu dels Banu Taghlib, enemiga de la de Bakr. Aquest li permeté triar com morir i Tàrafa demanà beure fins a la mort. La seua tia al-Khirniq, una altra reconeguda poeta, compongué una famosa oda en memòria seua.
Un dels poemes de Tàrafa està entre les mual·laqats. El seu diwan, el publicà Wilhelm Ahlwardt a The Diwans of the Six Ancient Arabic Poets (Londres, 1870). Alguns poemes seus, els traduí al llatí amb notes B. Vandenhoff (Berlín, 1895).